# کامیری
کامیری (به اسپانیایی: Camiri) یک شهر در بولیوی است که در Cordillera Province واقع شده‌است. کامیری ۲۲ کیلومتر مربع مساحت و ۳۵٬۷۱۲ نفر جمعیت دارد و ۸۱۲ متر بالاتر از سطح دریا واقع شده‌است.